# Wang Fei (cestista)
Wang Fei (王非S, Wáng FēiP; Pechino, 25 marzo 1963) è un ex cestista e allenatore di pallacanestro cinese.

## Carriera
Con la Cina ha disputato i Giochi olimpici di Seul 1988 e due edizioni dei Campionati del mondo (1986, 1990).
Da allenatore ha guidato la Cina ai Campionati del mondo del 2002 e alla Universiade di Pechino 2001.